# Claudia Kristofics-Binder
Claudia Kristofics-Binder (* 5. Oktober 1961 in Wien) ist eine ehemalige österreichische Eiskunstläuferin, die im Einzellauf startete. Sie ist die Europameisterin von 1982.
Ihren internationalen Einstand hatte Kristofics-Binder im Jahr 1976. Als Drittplatzierte bei den nationalen Meisterschaften debütierte sie bei Europameisterschaften, Weltmeisterschaften und Olympischen Spielen. In den Jahren 1977 bis 1982 wurde sie österreichische Meisterin. 1980 bestritt sie in Lake Placid ihre zweiten Olympischen Spiele und belegte den siebten Platz. Bei der Weltmeisterschaft wurde sie Fünfte. Ihren Durchbruch erlebte sie ein Jahr später. Sowohl bei der Europameisterschaft 1981 im heimischen Innsbruck wie auch bei der Weltmeisterschaft in Hartford gewann sie die Bronzemedaille. Beide Male war sie die Beste bei den Pflichtfiguren. 1982 wurde Kristofics-Binder schließlich in Lyon Europameisterin und gewann in Kopenhagen erneut Bronze bei der Weltmeisterschaft.
1981 und 1982 wurde Claudia Kristofics-Binder österreichische Sportlerin des Jahres. Nach der Weltmeisterschaft 1982 beendete sie ihre Amateurlaufbahn und wurde Profi, unter anderem bei Holiday on Ice. Kristofics-Binder studierte Sportwissenschaften und war danach Lehrbeauftragte der Universität Wien am Institut für Sportwissenschaften. Ihr akademischer Grad ist Magister. Sie ist staatlich geprüfte Trainerin und Choreographin. Außerdem arbeitet sie in der Sportredaktion des ORF und auch als Managerin. Sie ist Mutter von 3 Kindern, (2 Söhne und eine Tochter). Auch ihre Tochter Delphine Kristofics-Binder ist eine ehemalige Eiskunstläuferin (Siegerin des internationalen „Mozart Cup“ der Junioren 2007).

## Ergebnisse
| Wettbewerb / Jahr               | 1976 | 1977 | 1978 | 1979 | 1980 | 1981 | 1982 |
| ------------------------------- | ---- | ---- | ---- | ---- | ---- | ---- | ---- |
| Olympische Winterspiele         | 16.  |      |      |      | 7.   |      |      |
| Weltmeisterschaften             | 16.  | 11.  | 13.  | 7.   | 5.   | 3.   | 3.   |
| Europameisterschaften           | 13.  | 8.   |      |      | Z    | 3.   | 1.   |
| Österreichische Meisterschaften | 3.   | 1.   | 1.   | 1.   | 1.   | 1.   | 1.   |

- Z = Zurückgezogen